# БРДМ-2Т
БРДМ-2Т — несколько вариантов модернизации советской БРДМ-2, разработанные в 2012—2015 годы киевской компанией ООО НПК «Техимпекс» (в 2016 году в рекламном проспекте компании было указано, что БРДМ-2Т изготавливаются из БРДМ-2 и БРДМ-2РХБ).

## История
О модернизации БРДМ-2 до уровня БРДМ-2Т было упомянуто в изданном в октябре 2012 года рекламном буклете компании «Техимпекс».
В варианте исполнения, предложенном в 2012 году, основным отличием была замена двигателя: вместо штатного бензинового двигателя ГАЗ-41 устанавливался рядный 4-цилиндровый дизельный двигатель Д245.30Е2 (что позволяло уменьшить пожароопасность и несколько снизить расход топлива), также бронемашина проходила капитальный ремонт. В качестве вооружения были сохранены один 14,5-мм пулемёт КПВТ (с боекомплектом 500 патронов) и один 7,62-мм пулемёт ПКТ (с боекомплектом 2000 патронов). Кроме того, по желанию заказчика на модернизированный вариант предлагалась установка новых средств связи и боковых дверей для командира машины и механика-водителя.
В 2013 под наименованием БРДМ-2Т был представлен новый вариант модернизации БРДМ-2: помимо установки двигателя Д245.30Е2, на бронемашину были установлены радиостанция Р-173, передние и задние габаритные фонари БТР-70, новые колёса с бескамерными шинами. Дополнительные колёса были демонтированы, что позволило установить трапециевидные боковые люки десанта (аналогичные БТР-70). Башня была демонтирована, в качестве вооружения были установлены 12,7-мм пулемёт НСВТ и 7,62-мм пулемёт ПКТ. Кроме того, компания сообщила о возможности установки на бронемашину боевых модулей. В октябре 2013 года эта бронемашина находилась на ремонтной базе хранения компании в селе Засупоевка Киевской области и по некоторым сведениям, предназначалась на экспорт в Судан.
22 сентября 2015 на проходившей в Киеве оружейной выставке «Зброя та безпека-2015» под индексом БРДМ-2Т была представлена ещё одна машина: со штатной башней БРДМ-2, прямоугольными боковыми люками по типу БРДМ-2ЛД, новой пятиступенчатой коробкой переключения передач, бескамерными шинами R20 производства украинской компании «Rosava», новой радиостанцией Motorola DM-4601 и возможностью установки изнутри корпуса дополнительной противоосколочной защиты из не менее чем пяти слоев баллистической ткани типа «кевлар». Кроме того, при необходимости на бронемашину могут быть установлены новые автомобильные фары.
20 февраля 2017 года была подана заявка на получение патента и 10 августа 2017 года вариант модернизации был запатентован. В том же 2017 году компания получила свидетельство о регистрации БРДМ-2Т, в соответствии с которым министерство обороны допустило бронемашину к опытной эксплуатации в вооружённых силах Украины.
В начале октября 2018 года был представлен демонстрационный образец БРДМ-2Т, оснащённый комплектом навесной бронированной защиты «Янгол» (в виде набора установленных на бронекорпусе прямоугольных перфорированных металлических пластин общей массой 580 кг).

## Описание
Стандартизованный вариант БРДМ-2Т, разрешённый к опытной эксплуатации в вооружённых силах Украины представляет собой отремонтированный БРДМ-2 советского производства с заменой штатного бензинового двигателя ГАЗ-41 на рядный 4-цилиндровый дизельный двигатель Д245.30Е2, а также установкой 5-ступенчатой механической коробки переключения передач, сцепления «ZF Sachs», радиостанции Р-123М, заменой элементов топливной системы и электрооборудования и бескамерными шинами.

## Страны-эксплуатанты
- Украина — в начале октября 2015 года представители компании сообщили, что компания продала государственному заказчику одну БРДМ-2Т и две БРДМ-2 для Национальной гвардии Украины были модернизированы до уровня БРДМ-2ТА[10]; в начале 2022 года на вооружении имелось 25 БРДМ-2Т[11][12]